# Darren O'Neill
Pour les articles homonymes, voir O'Neill.
Darren O'Neill est un boxeur irlandais né le 13 septembre 1985.

## Carrière
Sa carrière amateur est marquée par une médaille d'argent remportée aux championnats d'Europe de Moscou en 2010 dans la catégorie des poids moyens. Qualifié pour les Jeux olympiques de Londres en 2012, il est éliminé au second tour par l'allemand Stefan Härtel.

## Palmarès

### Championnats d'Europe de boxe amateur
- Médaille d'argent en -75 kg aux 2010, à Moscou, en Russie.

## Référence
1. ↑  (en) Résultats des Jeux olympiques 2012 (amateur-boxing.strefa.pl)